# Cordioniscus graecus
Cordioniscus graecus is een pissebed uit de familie Styloniscidae. De wetenschappelijke naam van de soort is voor het eerst geldig gepubliceerd in 1958 door Vandel.